# Saint Jérôme pénitent (Lotto)
Saint Jérôme pénitent est une peinture à l'huile sur bois de 48 × 40 cm réalisée par Lorenzo Lotto, datée d'environ 1506, qui est conservée au musée du Louvre de Paris. L'œuvre est signée (Lotus) et datée, mais le dernier chiffre (150.) est illisible.

## Histoire
L'œuvre se réfère à la période pendant laquelle l'auteur vivait à Trévise ; elle a sans doute été commandée par l'évêque Bernardo de' Rossi (1468-1527) pour sa dévotion personnelle. Un inventaire de 1510 démontre que le prélat possédait un Saint Jérôme, mais les experts n'ont pas la certitude qu'il s'agisse du même. En 1814, l'œuvre fait partie de la collection du cardinal Fesch.

## Description
Saint Jérôme a toujours été l'objet d'une grande dévotion pendant la Renaissance, en tant que modèle de la sagesse et de l'ascèse chrétienne, et dans lequel pouvaient se reconnaître les humanistes cultivés de l'époque. Ainsi la représentation de Saint Jérôme pénitent est marquée à Venise deux fois par Giovanni Bellini et quatre fois par Lotto.
Celui de Lotto est à mettre en corrélation avec une gravure de Dürer de 1496, dont la composition est similaire ; les couleurs ont des nuances crépusculaires, la végétation inquiétante rappelle l'influence de l'École du Danube. Le saint est plongé dans un paysage sévère et désertique avec des rochers pointus et une composition en diagonales. L'attention minutieuse des détails rappelle les modèles allemands, comme on peut le voir notamment dans les surfaces rocheuses.
Le saint est figuré seul dans une toge de couleur rose, tenant un crucifix dans la main et dans l'autre une pierre avec laquelle il bat sa coulpe en signe de pénitence. On remarque un livre près de lui, symbole de sa traduction de la Vulgate, tandis qu'un lion domestiqué se trouve à gauche caché dans l'ombre par le rocher.

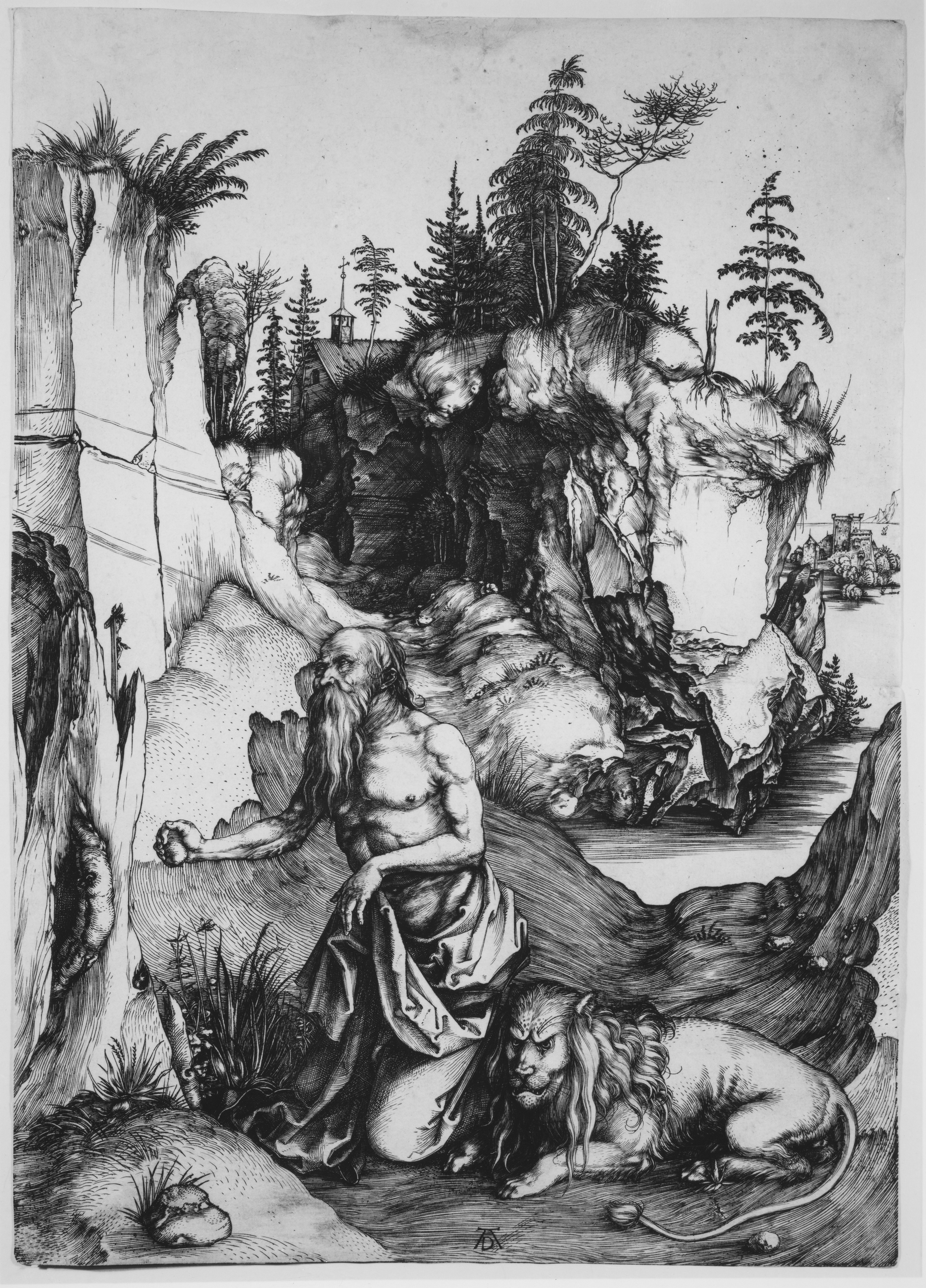
Dürer, Saint Jérôme pénitent, 1496

## Source de la traduction
- (it) Cet article est partiellement ou en totalité issu de l’article de Wikipédia en italien intitulé « San Girolamo penitente (Lotto Parigi) » (voir la liste des auteurs).